# Ann-Sofie Johansson
Ann-Sofie Johansson, född 1963 i Ronneby, är en svensk modedesigner, chefsdesigner på Hennes & Mauritz.